# Paradox van Archimedes
De paradox van Archimedes, vernoemd naar Archimedes, is een paradox die stelt dat een object kan drijven in minder water dan het volume van het object zelf, mits het object een lagere dichtheid heeft dan water.
De implicatie is dat een groot object in een relatief kleine hoeveelheid water kan drijven. Een extreme conclusie die eruit te trekken valt, is dat een slagschip kan drijven in een paar emmers water.

## Oorsprong
De Wet van Archimedes stelt dat de opwaartse kracht die een lichaam in een vloeistof of gas ondervindt even groot is als het gewicht van de verplaatste vloeistof of gas.
Bij een schip is de opwaartse kracht gelijk aan het gewicht van water met hetzelfde volume als het volume van het schip dat onder de waterlijn ligt. Het schip zal drijven als deze kracht groter is dan het gewicht van het schip. 
Als men een mal zou maken voor de vorm  van het schip en daar een beperkte hoeveelheid water in zou doen, zou het schip op het laagje water drijven. Het totale volume van het water is bij lange na niet zo groot is als dat van het schip.
De paradox berust op het feit dat alleen het volume van het deel van het schip onder water van belang is, en niet het volume van daadwerkelijk verplaatst water. Het object hoeft alleen maar door water omhuld te zijn.